# Bere de fructe
Berea de fructe este berea produsă prin adăugarea în procesul de fermentație a fructelor naturale ca adjuvant⁠(d) sau aromatizant.

## Descriere
Berea de fructe este o bere făcută prin adăugarea de fructe naturale proaspete (cireșe, coacăze, mure, zmeură, căpșuni, afine, mere, prune, portocale, lămâi, grepfrut, limete, struguri, piersici, caise) sau sucuri de fructe în anumite etape ale procesului de fabricație: fie la începutul procesului când fructul este fermentat împreună cu malțul, fie mai târziu când adăugarea de fructoză determină o a doua fermentație. Ea conține aditivi sau arome. Oricare ar fi metoda, majoritatea zaharurilor sunt transformate în alcool și dioxid de carbon.
Berea de fructe este diferită, prin metoda de preparare, de berea cu aromă de fructe și de cocktailurile de bere, precum „Radler” (în Germania și țările vorbitoare de limba germană) și „Shandy” (în Marea Britanie). Berea aromată este o băutură mixtă produsă prin adăugarea de suc de fructe, sirop de fructe sau limonadă de fructe ca aromă după etapa finală a fermentației, dar înainte de îmbuteliere, fără ca fructele să participe la procesul de fermentație. Cocktailurile de bere sunt amestecuri, de obicei jumătate bere, jumătate băutură răcoritoare, comparabile cu cocktailurile de vară.
Pentru a simplifica procesul și a-l face mai ieftin, unii producători industriali de bere adaugă zahăr, sucuri concentrate și coloranți în loc de fructe naturale și scurtează artificial timpul de maturare. Aceste produse industriale destul de dulci, care arată mai mult ca un cocktail de bere, au deteriorat reputația berii de fructe, care are un gust mult mai complex. Etichetele produselor nu precizează întotdeauna diferența și mulți consumatori neexperimentați confundă cocktailul de bere cu o bere de fructe.
Berile de tip Lambic⁠(d), originare de pe valea Zenne (în jurul Bruxelles-ului) din Belgia, dar disponibile acum în întreaga lume, pot fi refermentate cu cireșe pentru a face un kriek⁠(d) sau fermentate cu zmeură pentru a face un framboise⁠(d).
Toate tipurile de bere Lambic, berile cu fermentație superioară, cum ar fi berile blonde belgiene⁠(d), berile de tip Pale ale⁠(d) și berile brune flamande⁠(d), trec în general printr-un proces de fermentare în mai multe etape. După prima fermentare a mustului⁠(d), se adaugă zahăr, iar berea este refermentată în butoaie de lemn. Berea cu gust de fructe poate fi obținută prin adăugarea de fructe, suc de fructe sau sirop de fructe în loc de zahăr la prima infuzie și prin refermentarea amestecului, putând fi numită lambic de fructe sau beri de fructe, în funcție de tipul primei beri.